# Loi Astier
Pour les articles homonymes, voir Astier.
Lire en ligne

« Loi relative à l'organisation de l'enseignement technique industriel et commercial (dite loi Astier) du 25 juillet 1919 », sur www.education.gouv.fr, 25 juillet 1919.

La loi Astier, promulguée sous la IIIe République, porte le nom du sénateur Placide Astier. Il s'agit d'une loi relative à l’organisation de l’enseignement technique industriel et commercial.
- Titre I - Dispositions générales
- Titre II - Autorités préposées à l'enseignement technique
- Titre III - Des écoles publiques d'enseignement technique et des écoles de métiers
  - Chapitre I Création des écoles publiques d'enseignement technique et des écoles de métiers
  - Chapitre II Administration
  - Chapitre III Du personnel
  - Chapitre IV De l'enseignement
- Titre IV - Des écoles d'enseignement technique privé
- Titre V - Des cours professionnels

Elle permet un financement des établissements techniques privés, aussi bien en matière d’investissement que de fonctionnement. Ce texte instaure les cours professionnels obligatoires : tous les apprentis doivent suivre, gratuitement, 150 heures de cours d’enseignement théorique et général par an. Le certificat de capacité professionnelle devient Certificat d’aptitude professionnelle (CAP).
La loi Falloux du 15 mars 1850 chargée de limiter ces subventions dans le cadre de la laïcité et de l’égalité n'a pas atteint son objectif ; elle est contournable pour un lycée privé ou d'essence confessionnelle par l'ouverture de classes technologiques.

## Contenu
La loi Astier divise la formation en trois composantes :
- la formation professionnelle, chargée de prendre en compte les besoins de connaissances pratiques ou théoriques nés du métier ;
- l’éducation ouvrière, ayant pour but d’acquérir une meilleure formation militante ;
- l’éducation populaire, chargée de mettre en  œuvre une pratique  étendue des loisirs.